# Alejandro Otero (actor)
Alejandro Otero Lárez (2 de enero de 1974) es un actor y modelo venezolano, ganador de Mister Venezuela en 1999, siendo el representante del país en el certamen Míster Mundo 2000 en Escocia, donde llegó a estar en el Top de 10 semifinalistas. 
Su carrera como actor despegó cuando tomó papeles en telenovelas venezolanas, y en 2006 participó en la fecha con Todo un espectáculo de baile de celebridades en Radio Caracas Televisión. Para 2013 empieza a participar en producciones colombianas de la cadena Caracol Televisión.

## Filmografía

### Televisión
| Año       | Título                 | Personaje                  |
| --------- | ---------------------- | -------------------------- |
| 2002      | La mujer de Judas      | Francisco "Pancho" Cañero  |
| 2003-2004 | La Cuaima              | Celso Russo                |
| 2004      | Estrambótica Anastasia | Modelo de comercial        |
| 2005      | Ser bonita no basta    | Francisco Arias            |
| 2006      | El desprecio           | Armando Gómez              |
| 2006-2007 | Te tengo en salsa      | Ignacio Fustinioni         |
| 2007      | Mi prima Ciela         | Darío Armas                |
| 2008      | La trepadora           | Sergio Estrada             |
| 2009-2010 | Libres como en viento  | Ezequiel Azcárate Martínez |
| 2011      | Tres Milagros          | Alejandro Valentino        |
| 2012-2013 | Bazurto                | Imanol Otero               |
| 2014      | La ronca de oro        | Enrique López              |
| 2015-2016 | Sala de urgencias      | Matías Montenegro          |
| 2017      | Venganza               | Lázaro Bustamante          |
| 2017      | Testosterona Pink      | Mariano                    |
| 2018      | La reina del flow      | Jack del Castillo          |
| 2018-2019 | La ley del corazón     |                            |
| 2022-2023 | Pálpito                | Tirso                      |